# أقواس الوحدة
أقواس الوحدة (تسمى أيضًا قوس 5/6، قوس قطر، قوس البوابة) هي زوج ضخم من الأقواس الفولاذية المائلة بمقدار 20 درجة، ويمتد على «التقاطع 5/6» لطريق لوسيل السريع في قطر الذي يربط الخليج الغربي بمدينة لوسيل. . يعد المعلم أطول نصب تذكاري في البلاد وحصل على جائزة التصميم الدولية لعام 2020  وجائزة ENR Global لأفضل مشروع في 2018.
صمم القوسين ليتم النظر إليهما أثناء الحركة كعمل فني عام وغامر، ويتصل القوسان ببعضهما البعض بواسطة شبكة كابل - في إشارة إلى تراث قطر في مجال الغوص بحثًا عن اللؤلؤ.  يتكون الهيكل نفسه من 54 قطعة فولاذية كبيرة تزن أكثر من 9000 طن، في حين أن قاعدة الأقواس مغطاة بالحجر الجيري المستورد من تركيا.
تم إنشاء النصب التذكاري ومنصة العرض المعلقة ومركز الزوار المرتبط به من قبل هيئة الأشغال العامة القطرية عن تصميم للمهندس المعماري الألماني Erik Behrens لصالح AECOM،   كما تمت الهندسة بواسطة شركة Maffeis Engineering  والإنشاء بواسطة Eversendai - مع موعد اكتمال تقديري في عام 2016.
بتكلفة 74 مليون دولار، بدأ البناء في ديسمبر 2013 وبعد اكتماله جزئياً، تم افتتاحه مع الطريق السريع ضمن احتفالات اليوم الوطني في ديسمبر 2017.
بسبب مواكبة أعمال البناء لـحصار قطر عام 2017، اكتسبت الأقواس أهمية ثقافية محلية تتمثل في «الصمود»، وهي تُعرف الآن باسم أقواس 5/6 (في إشارة إلى 5 يونيو عندما بدأت الأزمة الدبلوماسية) إلى جانب «تقاطع 5/6» و«حديقة 5/6» المجاورة.   حل تقاطع الطريق السريع والأقواس محل «دوار قوس قزح (القوس)» الذي كان يقف في الموقع. 
في عام 2018 قامت هيئة الأشغال العامة بالتعاون مع بريد قطر بإصدار مجموعة من الطوابع البريدية التذكارية عليها صور للأقواس وأطلقت معها تطبيق للهواتف المحمولة بتكنولوجيا الواقع المعزز